# جزیره الکساندر
جزیره الکساندر (به انگلیسی: Alexander Island) که با نام‌های جزیره الکساندر یکم، سرزمین الکساندر و سرزمین الکساندار یکم شناخته می‌شود بزرگترین جزیره جنوبگان است. این جزیره در دریای بلینگسهاوزن غرب سرمزین پالمر قرار دارد. جزیره الکساندر حدود ۲۴۰ مایل (۳۹۰ کیلومتر)در جهت شمال-جنوبی طول دارد و عرض، ۵۰ مایل (۸۰ کیلومتر) در شمال و عرض ۱۵۰ مایل (۲۴۰ کیلومتر) در جنوب. جزیره الکساندر دومین جزیره بزرگ غیرقابل سکونت در جهان بعد از جزیره دیون است.